# モーゴロ
モーゴロ（イタリア語: Mogoro）は、イタリア共和国サルデーニャ自治州オリスターノ県にある、人口約4,100人の基礎自治体（コムーネ）。

## 地理

### 位置・広がり

#### 隣接コムーネ
隣接するコムーネは以下の通り。括弧内のSUは南サルデーニャ県所属を示す。
- コッリーナス (SU)
- ゴンノストラマッツァ
- マズッラス
- パビッローニス (SU)
- サン・ニコロ・ダルチダーノ
- サルダラ (SU)
- ウーラス